# 密穗马先蒿
密穗马先蒿（学名：Pedicularis densispica）为列当科马先蒿属的植物，为中国的特有植物。分布在中国大陆的云南、西藏、四川等地，生长于海拔1,880米至4,400米的地区，多生长于的阴坡、林下或湿润草地中，目前尚未由人工引种栽培。

## 异名
- Pedicularis densispica Franch. ex Maxim. ssp. schneideri (Bonati) Tsoong
- Pedicularis densispica Franch. ex Maxim. ssp. viridescens Tsoong